# Опалинский, Себастьян
Себастьян Опалинский (пол.  Sebastian Opaliński; 1485—1538) — государственный и церковный деятель, дипломат Королевства Польского, королевский секретарь, пробст Познанского соборного капитула (в 1535—1538), пробст Калишский.

## Биография
Шляхтич герба Герб «Лодзя». Представитель польского магнатского рода Опалинские.
Сын Петра Опалинского из Опаленицы, генерального старосты великопольского. Брат Петра Опалинского, каштеляна гнезненского.
В 1512 году стал познанским каноником. В том же году назначен королевским секретарём. В 1523 году — краковским, а позже, вроцлавским каноником.
В 1530 году назначен куратором познанского капитула. В том же году по поручению короля Сигизмунда I совершил дипломатическую поездку к венгерскому королю Яношу I Запойяи. Опалинскому было поручено предложить Яношу I заключение мира с императором Священной Римской империи Фердинандом I минимум на 1 год при посредничестве Польши и поддержке Георга, герцога Саксонского. Для этого король Польши просил Запойяи прислать своих представителей во Вроцлав и согласовать этот вопрос с султаном Сулейманом I во избежание конфликтов и недоразумений. Опалинский справился с задачей, уговорив венгерского короля принять эти условия.
В 1535 году был избран каноником познанским и назначен настоятелем познанского собора. В 1536 году избирался послом (депутатом) от Познанского воеводства на Сейм Королевства Польского, проходивший в Среде-Великопольской (до 1537 года).
Умер в 1538 году.